# A7V
A7V (även kallad Sturmpanzerwagen) var en tysk stridsvagn från första världskriget. Vagnen började konstrueras på hösten 1916 som en reaktion på britternas inledande framgångar med sina tanks. Eftersom man inte hade någon tidigare erfarenhet av banddrivna fordon kallades en tysk representant från Holt tractors in för att konstruera chassit. Prototypen genomgick flera tester sommaren 1917 som visade på flera brister angående motorns kylning och drivbanden. I december 1917 var problemen fortfarande inte helt lösta, men behovet av stridsvagnar var nu så akut att krigsdepartementet trots det beställde 100 stycken.
Konstruktionen var i princip en Holt-traktor med en stor pansarlåda ovanpå. Med bara 3,5 hk/ton så var vagnen kraftigt undermotoriserad. Dessutom var markfrigången bara 40 cm och det främre frihjulet var nästan i marknivå gjorde att A7V hade mycket svårt att ta sig fram i terräng. Inte ens på väg kom den upp i mer än 8 km/h.
En fördel var dock att drivbanden till största delen var pansarskyddade. Tyskarna hade nämligen väldigt snabbt noterat att de oskyddade drivbanden på de brittiska vagnarna var en svag punkt.